# Trigonia prancei
Trigonia prancei är en tvåhjärtbladig växtart som beskrevs av E. Lleras. Trigonia prancei ingår i släktet Trigonia och familjen Trigoniaceae. Inga underarter finns listade i Catalogue of Life.